# عود ثقاب

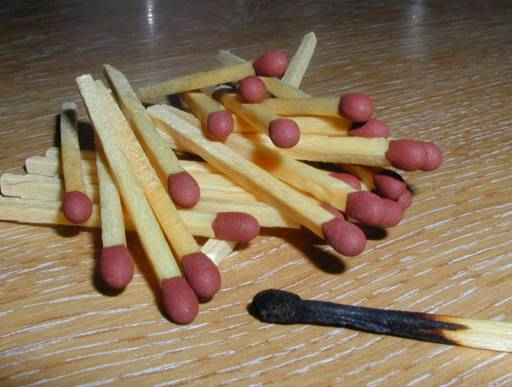
أعواد ثقاب

عُودُ ثِقاب هو عود صغير يكون من الخشب عادةً يحمل في أحد أطرافه رأساً من مادة كيميائية سريعة الاشتعال تكفي لإحداث شعلة نار لبضعة ثواني، يصبح بعد ذلك العود غير صالح للاستعمال. تعد الولايات المتحدة الأمريكية المنتج الرئيسي لعود الثقاب في العالم، كما أن كلاً من فرنسا، الاتحاد السوفياتي (سابقاً) والسويد لها مصانع ضخمة لإنتاج أعواد الثقاب. وقد اخترعت أعواد الثقاب في أوائل القرن التاسع عشر الميلادي واعتبرت أول طريقة رخيصة ميسرة لإشعال النار.

## أنواع الثقاب

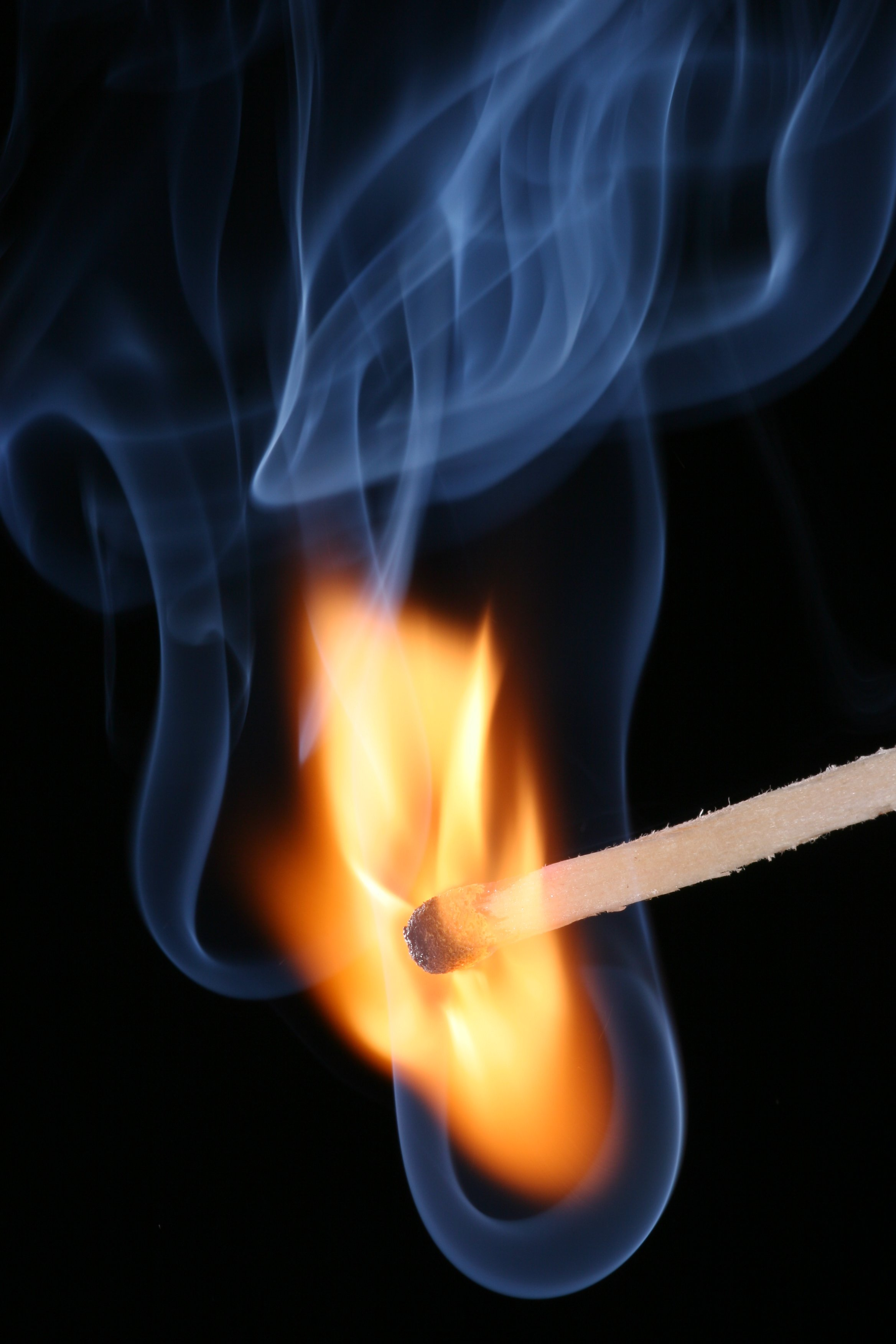

تشتمل أعواد الثقاب المستعملة حالياً على نوعين رئيسيين: أعواد الثقاب غير المأمونة وأعواد ثقاب الأمان.
- أعواد الثقاب غير المأمونة : تشتعل أعواد الثقاب هذه عند حكها على أي سطح خشن. وهي أعواد خشبية ذات رؤوس، وتصنع عادة من لونين: الأحمر والأبيض. وتسمى القمة ذات اللون الأبيض العين، وتحتوي على المادة القابلة للاشتعال . وتتكون هذه المادة أساسا من مركب كيميائي، هو ثالث كبريتيد الفسفور. والواقع أن بقية طرف العود ذو الشكل الكروي لن يشتعل إذا ما حك، ولكنه يحترق عندما تشعله العين الملتهبة، ويؤدي هذا إلى حماية عيدان الثقاب من الاشتعال عندما تحتك ببعضها عند التعبئة في صندوق أعواد الثقاب. وعندما يشتعل عود الثقاب، فإن مادة البرافين، التي عادة ما تغمس فيها عيدان الثقاب عند تصنيعها، تحمل اللهب من الرأس إلى بقية العود الخشبي.
- أعواد ثقاب الأمان : يمكن إشعالها فقط عند حكها ضد سطح ذي طبيعة معينة، ويكون هذا السطح عادة على جانب صندوق أعواد الثقاب. يتكون رأس العود من مادة تحتوي على كلورات البوتاس، وتشتعل عند درجة 182مْ تقريباً. ويكون السطح المؤدي إلى الاشتعال خليط من مركبات الفسفور والرمل. وأما أعواد الثقاب الورقية فهي نوع من أنواع أعواد ثقاب الأمان، تصنع من الورق وتغلف بغطاء ورقي . ويكون السطح المؤدي للاشتعال على ظهر غطاء المشط.[1]

## صناعة أعواد الثقاب
تصنع أعواد الثقاب بواسطة آلات ذاتية الحركة معقدة التصميم، تستطيع إنتاج وتعبئة أكثر من مليون عود في الساعة. تقطع الآلة أولا شرائح رفيعة من خشب أشجار الحور إلى عيدان، ثم تغمس العيدان في محلول يحتوي على مادة مانعة للتوهج تمنع تكون الجمر بعد إطفاء العود. تجفف العيدان بعد ذلك وتحمل في آلات تصنيع أعواد الثقاب التي تقوم بتعبئة العيدان في ثقوب توجد في حزام من الصفائح الفلزية. وكلما امتلأ الحزام بالعيدان، فإن الآلة تغمسها في مجموعة من المواد الكيميائية. تغمس العيدان أولا في البرافين الذي يكون الأساس لحمل اللهب من الرأس إلى العود الخشبي، كما تغمس الآلة العيدان في مخلوط كيميائي يكوِّن كل من الرأس والعين على طرفي العود. وقد تغلّف الرؤوس أيضاً بمادة كيميائية أخرى لحماية أعواد الثقاب من الرطوبة الجوية، ويدفع المنتج النهائي خارج الصفائح الفلزية ويعبأ في عملية آلية ذاتية الحركة.

## الوسائل البدائية لإشعال النار
تقدمت الوسائل البدائية لإشعال النار بعد أن درس العلماء التفاعلات الكيميائية التي ينتج عنها اشتعال النار. واكتشف مجموعة من الكيميائيين الفرنسيين عام 1870 الشمعة الفوسفورية، وهي أنبوبة زجاجية محكمة الغلق تحتوي على حزمة من الورق الذي سبق غمسه في مادة فسفورية تشتعل عند تعرضها للأكسجين. يشعل الهواء المادة الفسفورية عندما تكسر الأنبوبة. هذه الطريقة وغيرها من الطرق البدائية لإضرام النار كانت خطرة بسبب الأبخرة السامة الناتجة، وبسبب سرعة اشتعال الفسفور.

## أعواد الثقاب الأولى
أنتجت عام 1827، عندما بدأ الصيدلي البريطاني جون ووكر إنتاج وبيع أعواد طول كل منها 8 سم ويحتوي طرفه على كبريتيد الإثمد، كلورات البوتاس، الصمغ العربي والنشا. وقد كان في إمكان أي شخص إشعال العود بحكه على سطح من الورق يشبه ورق الصنفرة، ويشتعل عود الثقاب مؤديا إلى لهب مصحوب بسلسلة من الانفجارات تصحبها لثسظايا تتناثر على المستعمل لهذه الأعواد.
في أوائل ثلاثينيات القرن التاسع عشر، أنتج طالب الكيمياء الفرنسي شارل سوريه أول عود ثقاب يشتعل عند احتكاكه بأي سطح إذ احتوى رأس الثقاب على مادة الفسفور. وسجل الأمريكي ألنزو دي فيليبس حق اختراع أول عود ثقاب فسفوري بالولايات المتحدة الأمريكية عام 1836، وكان دي فيليبس ينتج أعواد الثقاب يدوياً ويقوم ببيعها من باب إلى باب.
والواقع أن كلا من ساوريا وفيليبس لم يكونا على علم بأن الأبخرة الناتجة عن عود الثقاب الفوسفوري تؤدي إلى مرض نخر الفك (تهتك عظام الفك) عن التسمم الفسفوري. توفي عدد من العمال بهذا المرض نتيجة تعرضهم للغازات الفسفورية. وعندما بدأت مصانع أعواد الثقاب عمليات الإنتاج في منتصف القرن التاسع عشر، زاد التهديد بانتشار هذا المرض مع ازدياد إنتاج مصانع الثقاب .
في عام 1900، اشترت شركة أعواد الثقاب الماسية الأمريكية الامتياز الفرنسي لإنتاج أعواد الثقاب ذات الرؤوس المصنعة من ثالث كبريتيد الفسفور، ومن مادة أخرى غير سامة. لكن التركيبة الفرنسية لم تصلح في الولايات المتحدة الأمريكية بسبب اختلاف الظروف المناخية.
في عام 1910 ونتيجة لانتشار مرض تهتك عظام الفك فرضت الولايات المتحدة الأمريكية ضرائب عالية على أعواد الثقاب الفوسفورية، فواجهت صناعة أعواد الثقاب كارثة الانقراض. وفي عام 1911، استطاع مهندس مباني شاب بالبحرية اسمه وليم. أي. فيربيرن حل المشكلة بتعديل التركيبة الفرنسية المحتوية على ثالث كبريتيد الفوسفور لملاءمة الظروف الجوية بالولايات المتحدة الأمريكية، وانتهى بذلك خطر مرض تهتك عظام الفك.

## اختراع أعواد ثقاب الأمان
اكتشف جوستاف إريك باش عام 1844 أول نوع من أعواد ثقاب الأمان، وبدأ رجل الأعمال السويدي جون لندستروم إنتاج هذا النوع على نطاق واسع عام 1852.
تركزت صناعة عود الثقاب في السويد سنوات عديدة، حين كوّن رجل الأعمال السويدي إيفر كريجر شركة أعواد الثقاب السويدية في أوائل القرن العشرين، وهي شركة عالمية لإنتاج أعواد الثقاب تمتلك العديد من المصافي والغابات والمناجم. أدارت الشركة عددا من مصانع أعواد الثقاب في نحو 40 دولة، وهيمنت على معظم الإنتاج العالمي من أعواد الثقاب. لكن انهيار سوق الأوراق المالية عام 1929 أدى إلى إضعاف نفوذ كريجر، فأقدم على الانتحار عام 1933، إلا أن شركة أعواد الثقاب السويدية استطاعت الصمود أمام انهيار سوق الأوراق المالية، وعملت بنجاح تحت إدارة جديدة.

## اختراع الأعواد الورقية
اخترع جوسيا بيوزي، وهو محامي أمريكي لحقوق الاختراع، الأعواد الورقية عام 1892. صنع بيوزي الثقاب في عبوات من 50 عود، وصمم السطح المؤدي للاشتعال داخل غلاف الأعواد. لم يكتب لهذه الأعواد الانتشار حتى الحرب العالمية الأولى. خلال هذا الوقت، اشترت شركة الثقاب الماسي امتياز بيوزي، وأنتجت أعواد ورقية سهلة الاستعمال.
خلال الحرب العالمية الثانية، عندما كان يتعين على الحلفاء قتال اليابانيين في مناطق تتميز بالأمطار الموسمية، اقتضت الضرورة صناعة عود ثقاب مقاوم للماء، في عام 1943 تمكن ريموند دي كادي، وهو كيميائي بشركة الثقاب الماسي، من اختراع تركيبة كيميائية تحمي عود الثقاب الخشبي إلى حد أنه أمكن إشعاله بعد بقائه 8 ساعات تحت الماء. يطلى هذا الثقاب بمادة مقاومة للماء والحرارة، ولكن هذه المادة لا تمنع توليد احتكاك كافي لإشعال الثقاب.

## معرض صور

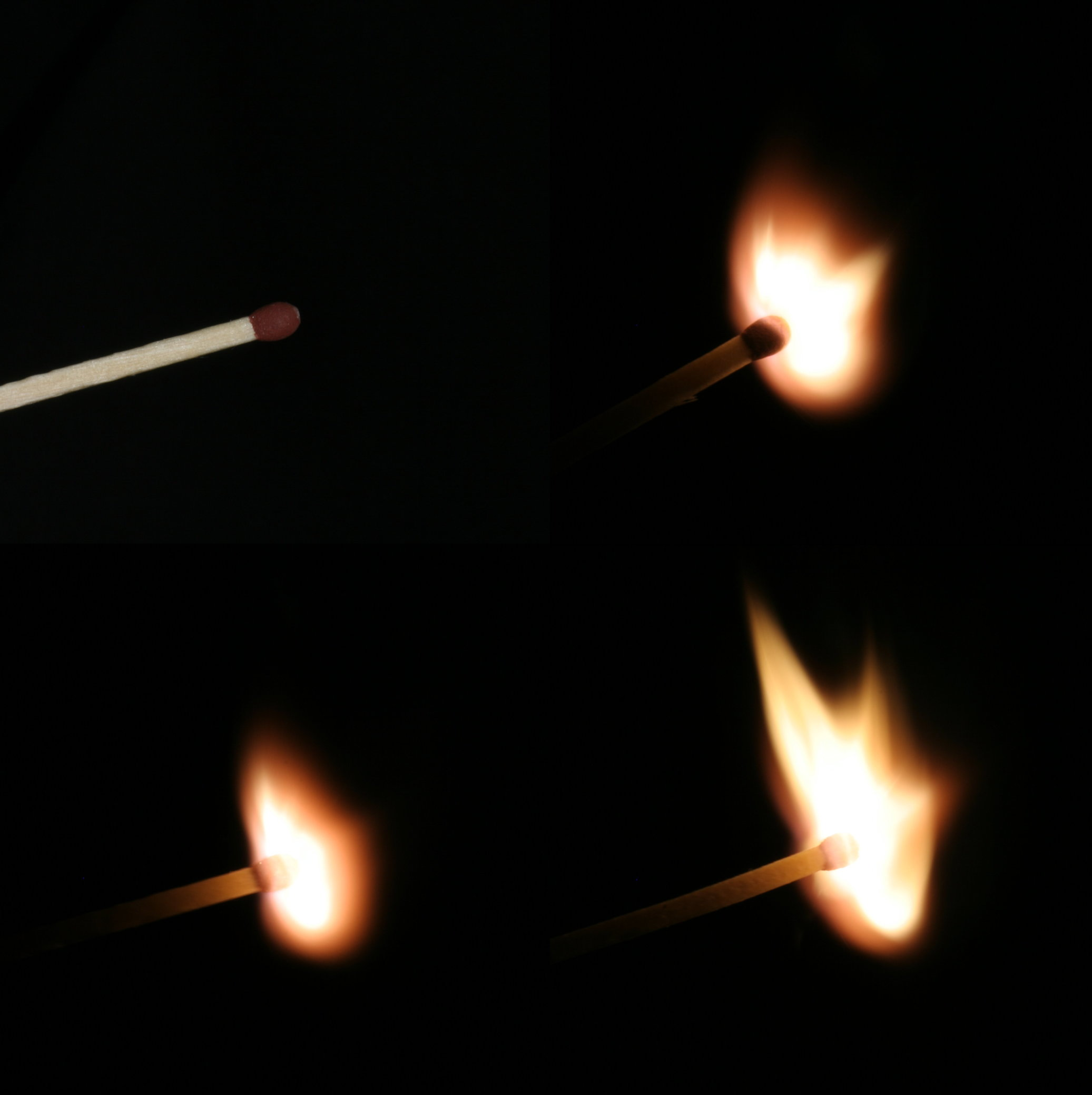
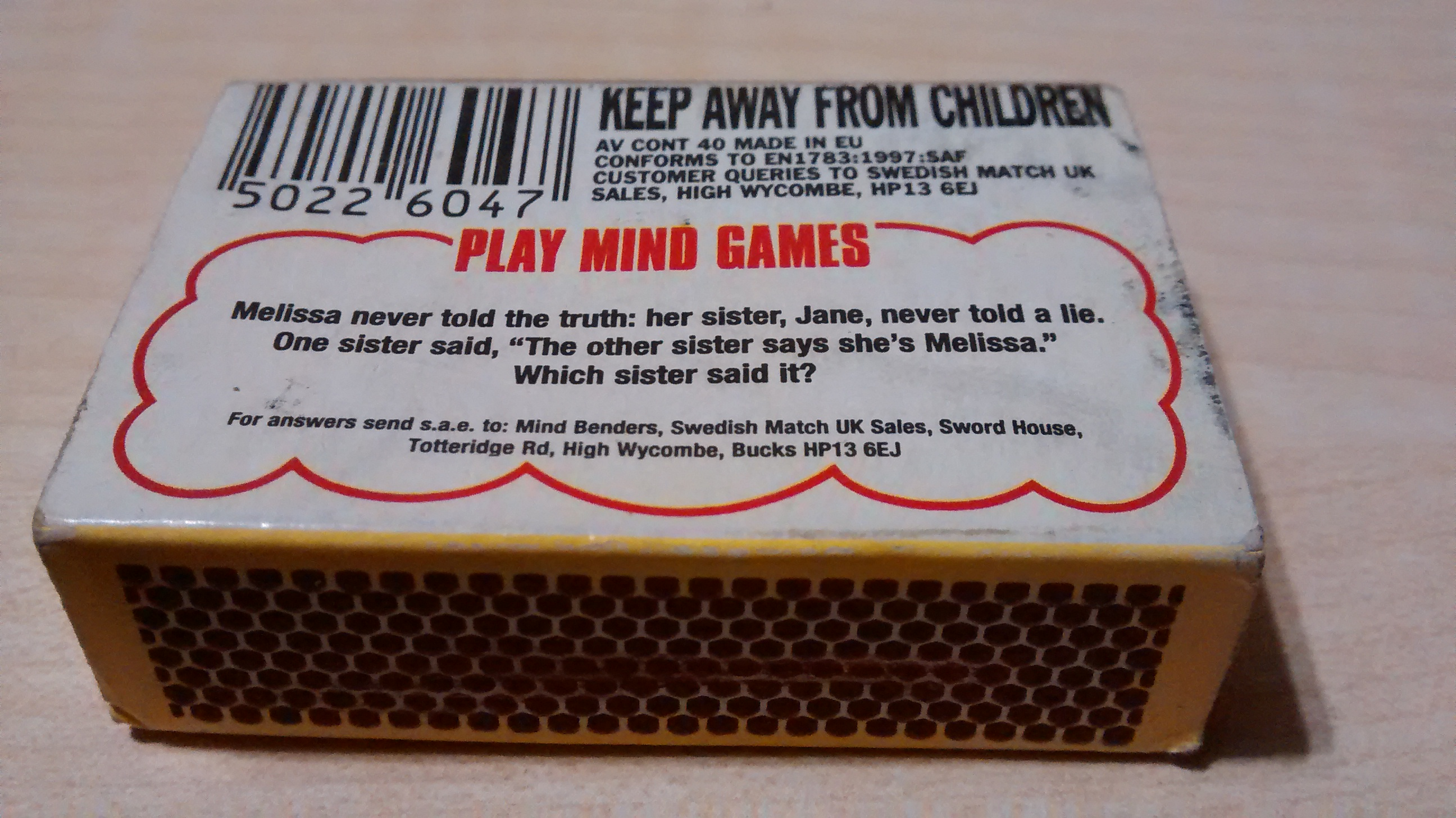
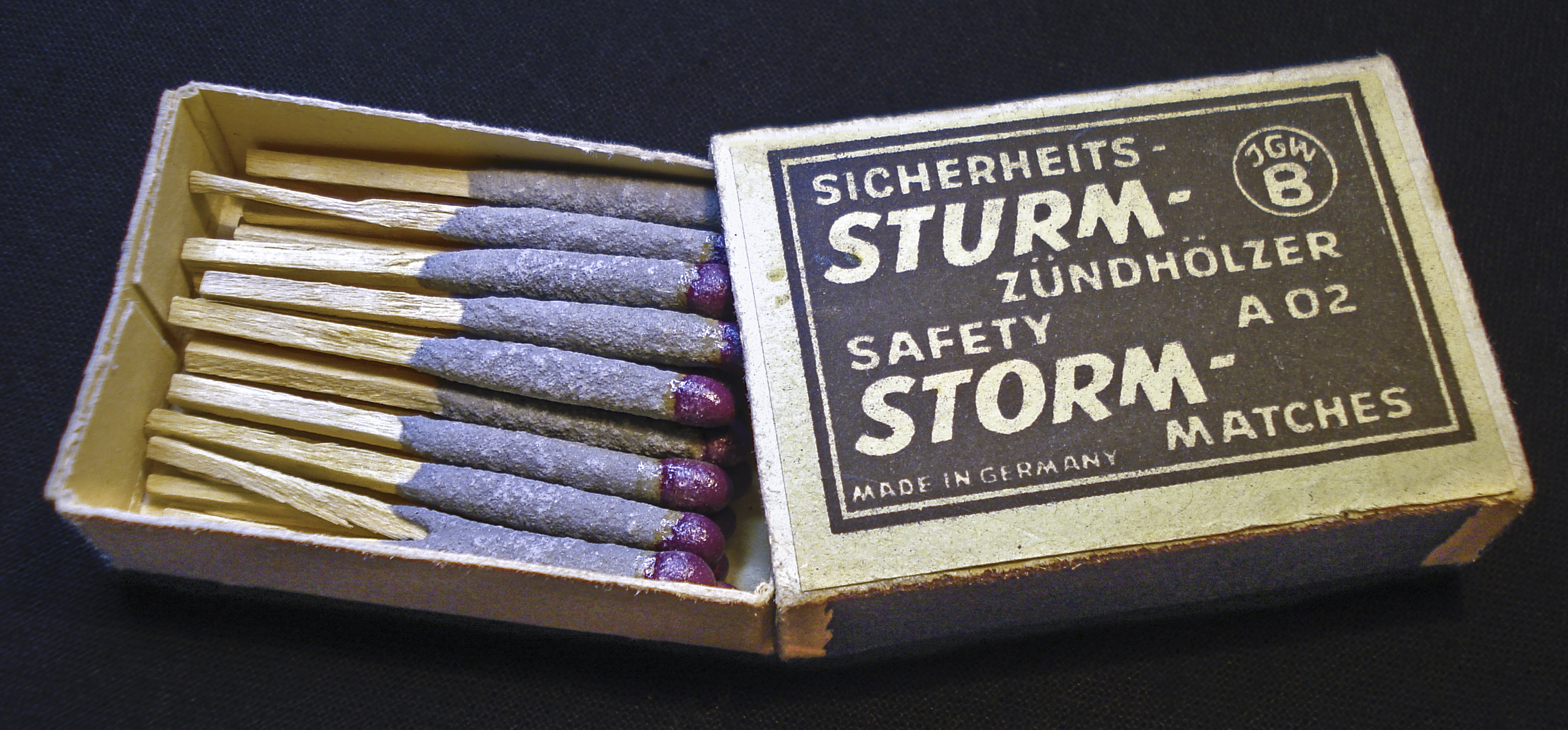